# Universidad Tecnológica Metropolitana
Universidad Tecnológica Metropolitana – uczelnia w Chile, zlokalizowana w Santiago. 